# Bošnjace
Bošnjace (em cirílico: Бошњаце) é uma vila da Sérvia localizada no município de Lebane, pertencente ao distrito de Jablanica, na região de Jablanica. A sua população era de 1519 habitantes segundo o censo de 2002.

## Demografia
| 1948  | 1953  | 1961  | 1971  | 1981  | 1991  | 2002  | 2011  |
| ----- | ----- | ----- | ----- | ----- | ----- | ----- | ----- |
| 1 517 | 1 601 | 1 691 | 1 769 | 1 819 | 1 853 | 1 629 | 1 519 |